# Ed Friendly
Edwin "Ed" S. Friendly Jr. (New York, 8 april 1922 - Rancho Santa Fe, 17 juni 2007) was een Amerikaanse televisieproducent.
Friendly produceerde onder andere programma's als Backstairs at the White House en Little House on the Prairie. In 1949 begon hij te werken bij de televisie, namelijk bij omroep ABC. Hier bleef hij tot 1959, toen hij overstapte naar NBC.